# Bit per sekund
Bit per sekund, oftest forkortet bps (eller bit/s, b/s) er en datatransmissionshastighedsenhed, der bruges til at måle båndbredde af et datanet eller hastighed af en datatransmission.
I informationsteori er bps et mål for antallet af bit der passerer et bestemt punkt per sekund.
Inden for datanet kan bps udtrykke kapacitet (f.eks. at båndbredden af en ADSL-forbindelse er 512 kbps) eller konkret hastighed (f.eks. kan det siges, at forbindelsen aldrig kommer over 480kbps).
Der anvendes ofte binære præfikser sammen med bps, f.eks. kbps (kilobit per sekund), Mbps (megabit per sekund), osv. Desværre anvendes disse præfikser både i deres SI-variant og i deres 2n-variant. Betydningen af disse afledte enheder kan derfor være:
| Enhed     | Forkortelse | 2n                              | SI                   |
| kilobit/s | kbps        | 210 = 1024 bps                  | 103 = 1000 bps       |
| megabit/s | Mbps        | 220 = 1 048 576 bps             | 106 = 1 000 000 bps  |
| gigabit/s | Gbps        | 230 = 1 073 741 824 bps         | 109 = 1 000 000 bps  |
| terabit/s | Tbps        | 240 = 1 099 511 627 776 bps     | 1012 = 1 000 000 bps |
| petabit/s | Pbps        | 250 = 1 125 899 906 842 624 bps | 1015 = 1 000 000 bps |